# Jules Saliège
Jules-Géraud Saliège (Mauriac, Cantal, 24 de febrero de 1870 - Toulouse, 5 de noviembre de 1956) fue un cardenal y arzobispo francés que participó en la Resistencia francesa.
Su divisa fue: « À l'ombre de la Croix » (a la sombra de la cruz).

## Biografía
De temprana vocación religiosa este sacerdote empezó a ascender en la jerarquía eclesiástica al ser nombrado superior del seminario de Saint-Flour en 1897. En 1914 al estallar la Primera Guerra Mundial se alista como capellán militar, siendo nombrado obispo de Gap al fin de la misma. En 1928 sube otro peldaño al acceder al cargo de arzobispo de Toulouse, donde alcanzaría la fama (en 1932 es elegido miembro de la célebre Académie des Jeux floraux de dicha ciudad).
Tras la Liberación fue nombrado cardenal el 18 de febrero de 1946 y el gobierno provisional le distinguiría con el título de Compagnon de la Libération (decreto del 7 de agosto de 1945).
Numerosos lugares públicos de Toulouse y su región llevan su nombre, entre los que destacan una plaza junto a la catedral de Saint-Étienne, un instituto en Balma y un espacio cultural en Baziège.

## Labor política desde el arzobispado de Toulouse
El 12 de abril de 1933 tras la llegada de Hitler a la cancillería alemana toma la palabra en una reunión en el Teatro del Capitolio de Toulouse defendiendo a los judíos de la amenaza del ascenso nazi.
En 1939 (dos años después de que Pío XI lanzara su encíclica Mit brennender Sorge) llama, junto a su amigo el rector del Instituto Católico de Toulouse Bruno de Solages (1895-1983), a rechazar el racismo, contrario según él a los principios del Evangelio.
En 1940, asustado por « la descristianización, ausencia de valores morales y búsqueda del placer y la vida fácil » expresa su apoyo al Régimen de Vichy contra el que paulatinamente iría mostrando su desencanto.
En marzo de 1941 se moviliza para ayudar a los detenidos (mayoritariamente judíos) de los campos de concentración de Noé y Récébédou (cerca de Toulouse). Ante la persistencia de la situación lanzaría el 23 de agosto de 1942 la pastoral Et clamor Jerusalem ascendit cuya lectura ordenó a todas las parroquias de la diócesis.

Mis queridos hermanos,

Hay una moral cristiana y una moral humana que reconoce derechos e impone deberes. Estos derechos y deberes atañen a naturaleza del hombre pero vienen de Dios. Pueden ser violados pero no está al alcance de ningún poder mortal el suprimirlos. 

Que hombres, mujeres y niños, padres y madres, sean tratados como un vil rebaño, que se les separe los unos de los otros, que se les embarque hacia un destino desconocido... Estaba reservado a nuestros días ver tan triste espectáculo. 

¿Por qué ya no existe el derecho de asilo en nuestras iglesias? ¿Porque hemos sido vencidos? Señor ten piedad de nosotros. Nuestra Señora, reza por Francia. 

En nuestra propia diócesis escenas de espanto se suceden en los campos de Noé y Récébédou. Los judíos son hombres, las judías son mujeres. Todo no está permitido contra ellos, contra esos hombres y mujeres, contra esos padres y madres de familia. Forman parte del género humano. Son tan hermanos nuestros como el resto. Un cristiano no puede olvidarlo. 

La Francia bien amada, la Francia en la conciencia de cuyos hijos lleva la tradición del respeto a la persona humana. La Francia caballerosa y generosa, no lo dudo, no puede ser responsable de estos horrores. (...)
Et clamor Jerusalem ascendit. Jules Saliège, Toulouse 23/08/1942

Temiendo represalias alemanas Pierre Laval prohíbe la lectura de la carta, pero esta circula por las distintas parroquias de Francia y posteriormente es difundida por la Santa Sede (a través del semanario La Semaine Catholique) y por las ondas de la BBC de Londres (el 31 de agosto leída por Maurice Schumann y el 9 de septiembre por Jean Marin). 
El gobierno pide en vano el cese de monseñor Saliège pero éste le es negado y el religioso continua en su cargo ayudando cada vez más (junto con monseñor Bruno de Solages) a esconder judíos y prófugos del régimen dentro de su diócesis. Llegaría a declarar que prefería una Francia victoriosa, conducida incluso por Léon Blum y los masones a esa Francia vencida del mariscal Pétain.
Su ejemplo cundiría en la iglesia francesa que lentamente empezaría a esforzarse por remediar los efectos de la desnaturalización con que se presentaba a los judíos y su sufrimiento. Jerarcas como monseñor Théas (obispo de Montauban) o los cardenales Suhard y Gerlier alzan su voz contra la injusticia de la situación. Mientras que otros como monseñor Piguet (obispo de Clermont-Ferrand) o monseñor Delay (obispo de Marsella) emprenden acciones que les llevarán a recibir el reconocimiento de Justos entre las Naciones.
Paralelamente condena los actos de agresión contra las fuerzas de ocupación alemanas, considerando que el armisticio firmado debe ser respetado y que las poblaciones civiles no deben involucrarse en la guerra. Así como al final de la misma las violentas represalias cometidas contra presuntos colaboracionistas. De esta forma diría: «Matamos al hombre que no nos gusta. Matamos al hombre cuyas opiniones no compartimos. Matamos sin juicio, matamos con juicio. Matamos denunciando, calumniando. Matamos lanzando en la calle, por la radio o por la prensa palabras de odio (...) Todos los terroristas son inhumanos y condenables por el mundo cristiano».